# レイミン・グドゥアン
- レイミン・グデュアン

レイミン・ヨハイロ・グドゥアン・ガルシア（Reymin Yojairo Guduan Garcia, 1992年3月16日 - ）は、ドミニカ共和国サン・ペドロ・デ・マコリス州サンペドロ・デ・マコリス出身のプロ野球選手（投手）。左投左打。
メディアによってはグデュアンと表記されることもある。

## 経歴

### プロ入りとアストロズ時代
2009年9月にアマチュア・フリーエージェントでヒューストン・アストロズと契約してプロ入り。
2010年に傘下のルーキー級ドミニカン・サマーリーグ・アストロズでプロデビュー。15試合（先発4試合）に登板して1勝2敗、防御率11.95、19奪三振を記録した。
2011年もルーキー級ドミニカン・サマーリーグ・アストロズでプレーし、13試合に先発登板して1勝3敗、防御率2.17、61奪三振を記録した。
2012年にアメリカ合衆国本土へ渡り、ルーキー級ガルフ・コーストリーグ・アストロズでプレー。この年は8試合（先発3試合）に登板して1勝1敗、防御率5.40、16奪三振を記録した。
2013年はルーキー級ガルフ・コーストリーグ・アストロズとAAA級オクラホマシティ・レッドホークスでプレーし、2球団合計で11試合（先発2試合）に登板して0勝1敗、防御率4.30、32奪三振を記録した。
2014年はアパラチアンリーグのルーキー級グリーンビル・アストロズでプレーし、14試合に先発登板して5勝4敗、防御率6.45、53奪三振を記録した。
2015年はA級クァッドシティ・リバーバンディッツ、A+級ランカスター・ジェットホークス、AA級コーパスクリスティ・フックスでプレーし、3球団合計で35試合に登板して4勝6敗4セーブ、防御率5.52、59奪三振を記録した。
2016年はAA級コーパスクリスティとAAA級フレズノ・グリズリーズでプレーし、2球団合計で43試合に登板して3勝3敗2セーブ、防御率4.18、63奪三振を記録した。オフの11月5日に40人枠入りした。
2017年はAAA級フレズノで開幕を迎え、5月31日にメジャー初昇格を果たした。同日のミネソタ・ツインズ戦でメジャーデビュー。この年はMLBで22試合に登板して防御率7.88、16奪三振を記録した。
2019年9月3日にDFAとなり、5日にFAとなった。

### ドジャース傘下時代
2019年12月2日にロサンゼルス・ドジャースとマイナー契約を結び、2020年のスプリングトレーニングに招待選手として参加することになった。
2020年オフの11月2日にFAとなった。

### アスレチックス時代
2020年12月14日にオークランド・アスレチックスとマイナー契約を結んだ。
2021年4月1日にトレバー・ローゼンタールが故障者リスト入りしたチーム事情からメジャー契約を結び、開幕ロースター入りした。同日の古巣アストロズとのシーズン開幕戦に登板し、2年ぶりにMLBに復帰した。5月28日に故障者リスト入りの後、復帰した6月8日にDFAとなり、10日にマイナー契約で傘下のAAA級ラスベガス・アビエイターズへ配属された。オフの11月7日にFAとなった。

### メキシカンリーグ時代
2022年4月21日にメキシカンリーグのユカタン・ライオンズと契約した。主にクローザーとして31試合に登板し、1勝3敗13セーブ、防御率3.90の成績を残したが、7月14日に自由契約となった。8月にはティフアナ・ブルズ契約したが、同年限りで退団した。

### 米独立リーグ時代
2023年は、独立リーグ・フロンティアリーグのトリシティ・バレーキャッツでプレーした。

### 台鋼時代
2024年1月26日、台湾プロ野球の台鋼ホークスと契約した。8月31日の外国人枠の登録期限を前に、チームが吉田一将と契約したことにより支配下選手登録を抹消され、9月16日に自由契約公示された。

## 投球スタイル
最速99mph・平均96mphフォーシームを、平均87mphスライダーを使用する。

## 詳細情報

### 年度別投手成績
| 年 度     | 球 団     | 登 板 | 先 発 | 完 投 | 完 封 | 無 四 球 | 勝 利 | 敗 戦 | セ 丨 ブ | ホ 丨 ル ド | 勝 率 | 打 者 | 投 球 回 | 被 安 打 | 被 本 塁 打 | 与 四 球 | 敬 遠 | 与 死 球 | 奪 三 振 | 暴 投 | ボ 丨 ク | 失 点 | 自 責 点 | 防 御 率 | W H I P |
| --------- | --------- | ----- | ----- | ----- | ----- | -------- | ----- | ----- | -------- | ----------- | ----- | ----- | -------- | -------- | ----------- | -------- | ----- | -------- | -------- | ----- | -------- | ----- | -------- | -------- | ------- |
| 2017      | HOU       | 22    | 0     | 0     | 0     | 0        | 0     | 0     | 0        | 1           | ----  | 83    | 16.0     | 24       | 1           | 12       | 0     | 0        | 16       | 3     | 0        | 14    | 14       | 7.88     | 2.25    |
| 2018      | HOU       | 3     | 0     | 0     | 0     | 0        | 0     | 0     | 0        | 0           | ----  | 11    | 3.1      | 1        | 1           | 0        | 0     | 0        | 4        | 0     | 0        | 1     | 1        | 2.70     | 0.30    |
| 2019      | HOU       | 7     | 0     | 0     | 0     | 0        | 1     | 0     | 0        | 0           | 1.000 | 27    | 5.1      | 8        | 3           | 4        | 0     | 0        | 6        | 0     | 0        | 7     | 7        | 11.81    | 2.25    |
| 2021      | OAK       | 11    | 0     | 0     | 0     | 0        | 0     | 0     | 0        | 0           | ----  | 65    | 14.1     | 19       | 1           | 5        | 0     | 0        | 5        | 5     | 0        | 11    | 10       | 6.28     | 1.67    |
| 2024      | 台鋼      | 31    | 0     | 0     | 0     | 0        | 0     | 2     | 10       | 3           | .000  | 136   | 30.2     | 37       | 2           | 10       | 1     | 2        | 28       | 3     | 0        | 21    | 19       | 5.58     | 1.57    |
| MLB：4年  | MLB：4年  | 43    | 0     | 0     | 0     | 0        | 1     | 0     | 0        | 1           | 1.000 | 186   | 39.0     | 52       | 6           | 21       | 0     | 0        | 31       | 8     | 0        | 33    | 32       | 7.38     | 1.87    |
| CPBL：1年 | CPBL：1年 | 31    | 0     | 0     | 0     | 0        | 0     | 2     | 10       | 3           | .000  | 136   | 30.2     | 37       | 2           | 10       | 1     | 2        | 28       | 3     | 0        | 21    | 19       | 5.58     | 1.57    |

- 2024年度シーズン終了時

### 背番号
- 64（2017年 - 2019年）
- 61（2021年）
- 39（2024年）